# Ciąg wektorowany

Dwuosiowa zmiana kierunku ciągu silnika za pomocą zmiany kształtu dyszy

Moment siły wytwarzany zależnie od wychylenie dyszy silnika

Ciąg wektorowany (ang. thrust vectoring lub thrust vector control, TVC) – rozwiązanie konstrukcyjne pozwalające na zmianę (w pewnym zakresie) kierunku wektora siły ciągu silnika odrzutowego lub wirników nośnych względem własnej osi statku. Umożliwia to sterowanie lotem rakiety, skraca drogę startową samolotu,  zwiększa jego manewrowość.

Animacja ruchu rakiety w wyniku zmiany kierunku ciągu poprzez poruszanie całą dyszą.

## Wstęp
Wiele zastosowań rakiet wymaga dużej manewrowości na różnych etapach misji. Powierzchnie aerodynamiczne wytwarzają małe i niewystarczające siły tuż po starcie rakiety, gdy ma ona małą prędkość, przy dużych kątach natarcia, a także na dużych wysokościowych przy niskim ciśnieniu. Dlatego do sterowania rakietami w czasie gdy działa ich napęd odrzutowy stosuje się sterowanie kierunkiem ciągu rakiety zwanym sterowanie wektorem ciągu.
Siły działające na statek powietrzny w locie: ciężar, pochodząca od układu napędowego siła ciągu oraz wynikające z ruchu w powietrzu; siła nośna, opór aerodynamiczny. Różnica ciągu, którym dysponuje statek powietrzny, i oporu, nazywa się nadmiarem ciągu i jest związana z jego zdolnością do wznoszenia i przyspieszenia, które może być zmianą wartości lub kierunku prędkości. Rakiety i samoloty myśliwskie dysponują dużym nadmiarem ciągu, projektanci wykorzystują odchylenie wylotu gazów silnika odrzutowego, uzyskując zmianę kierunku wektora ciągu i jest zwane wektorowaniem ciągu. Pozwala to samolotowi wznosić się szybciej niż samolot bez wektorowania ciągu oraz wykonywać ostrzejsze zakręty.

## Metody
Normalnie linia działania wektora ciągu dyszy rakiety przechodzi przez środek masy pojazdu, nie wytwarzając momentu obrotowego wokół środka masy. Odchylenie wektora ciągu silników rakiety, tak aby nie przechodził przez środek masy wytwarza moment obrotowy. Sterowanie pojazdem poprzez zmianę kierunku wektora ciągu jest możliwe tylko wtedy, gdy układ napędowy wytwarza ciąg.
Sposoby wektorowania ciągu można podzielić na następująco
- silniki lub dysze z przegubem,
- wtrysk płynu reaktywnego do dyszy,
- pomocnicze silniki odrzutowe, tzw. noniuszowe,
- łopatki wydechowe, zwane również łopatkami odrzutowymi.

### Połączenie przegubowe
W wielu rakietach na paliwo płynne wektorowanie ciągu osiąga się przez przegubowe połączenie całego silnika lub jego części z rakietą. Realizuje się to przez przesunięcie (obrócenie) komory spalania lub zewnętrznego dzwonu silnika, albo całego silnika, łącznie z powiązanymi z nim pompami paliwa i utleniacza.
W rakietach na paliwo stałe spalanie następuje w zbiorniku, przez co wektorowanie ciągu osiąga się poprzez odchylanie tylko dyszy rakiety. Dysza jest mocowana do pojazdu za pomocą przegubu kulowego z otworem w środku lub elastycznej uszczelki.
Ustawienie przegubów wykonywane jest przez silniki elektryczne lub hydrauliczne.

### Wtrysk cieczy
Metoda wektorowania ciągu stosowana w rakietach na paliwo stałe polegająca na wtryskiwaniu cieczy reaktywnej do dyszy w pobliżu jej końca. Wtryskiwanie cieczy tylko po jednej stronie dyszy, modyfikuje tę stronę smugi spalin, powodując inny ciąg po tej stronie, a tym samym asymetryczną siłę wypadkową działającą na rakietę.

### Pędniki noniuszowe
Efekt podobny do wektorowania ciągu można uzyskać stosując dodatkowe małe silniki odrzutowe zwane pędnikami noniuszowymi. Są to silniki odrzutowe o stałym małym ciągu, nie mają własnych turbopomp, są połączone przegubowo z rakietą. Regulacja następuje przez zmianę kierunku działania silnika. Były używane w rakietach Atlas, R-7, Sojuz. Stosowane były w rakietach na paliwo stałe, są rzadko używane w nowych projektach ze względu na ich złożoność i wagę. Różnią się one od silników rakietowych systemu kontroli orbity, które są niezależnymi silnikami rakietowymi używanymi do manewrowania w przestrzeni kosmicznej.

### Łopatki wydechowe

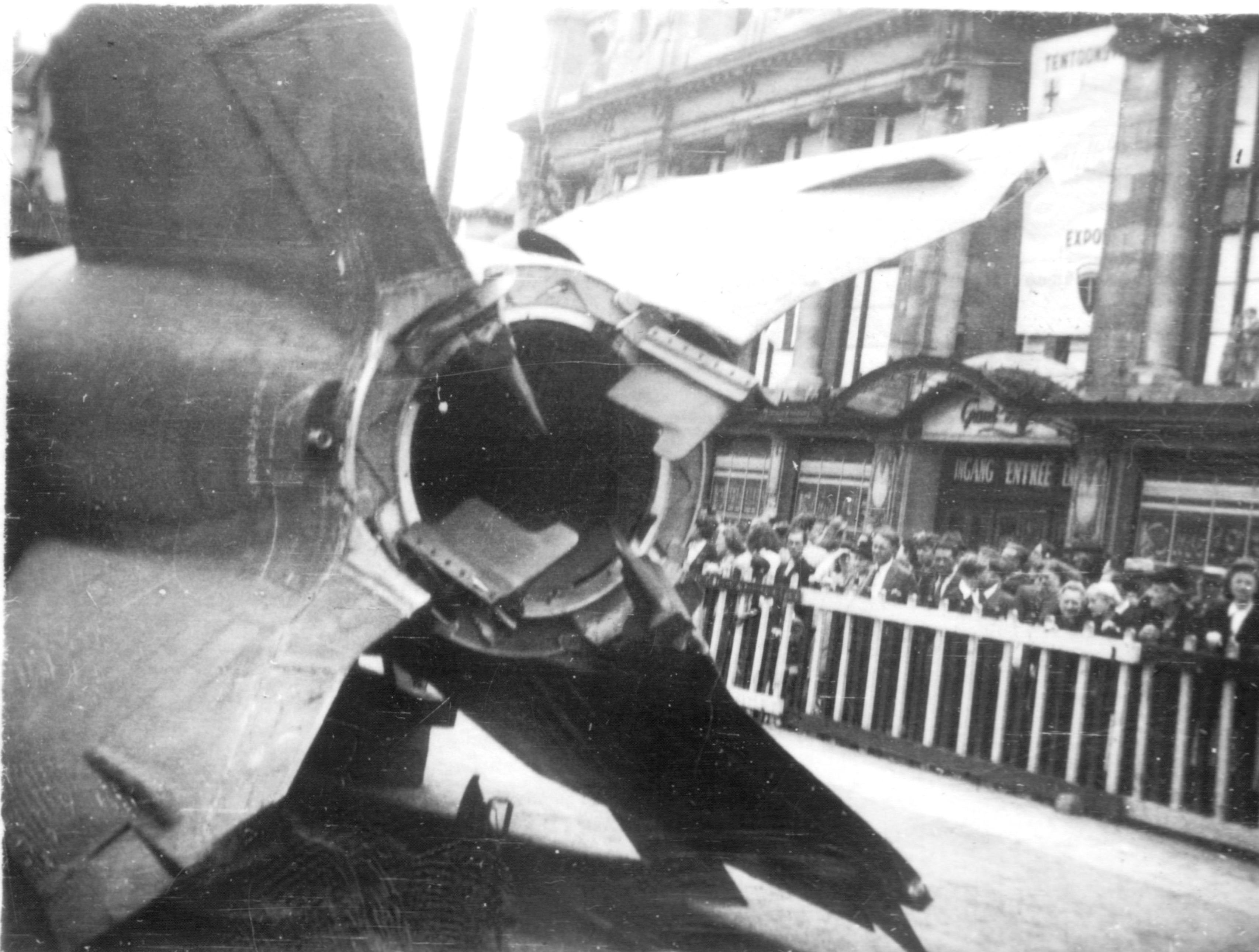
Pocisk V-2, u wylotu dyszy są łopatki sterujące kierunkiem wylotu spalin z dyszy

Jedną z najwcześniejszych metod wektorowania ciągu w silnikach rakietowych było umieszczenie łopatek w strumieniu spalin silnika. Łopatki te zwane strumieniowymi lub wydechowymi umożliwiają odchylenie strumienia spalin bez poruszania silnikiem lub jego dyszą. Mają tę zaletę, że umożliwiają kontrolę przechyłu rakiety za pomocą tylko jednego silnika, ale zmniejszają wydajność jej napędu. Rakieta V -2 wykorzystywała grafitowe łopatki wydechowe ustawiane małymi silnikami elektrycznymi. W rakiecie Sapphire zastosowała łopatki z litej miedzi, aby zapewnić wysoką pojemność cieplną i przewodność cieplną miedzi

## Statki powietrzne

Obrót silnika zmiennowirnikowieca V-22 Osprey.

Samoloty wyposażone w silniki z wektorowanym ciągiem odznaczają się podwyższoną manewrowością przez co mogą wykonywać figury akrobacyjne wymagające dużej zwrotności, jak np. tzw. „kobra”. Mają też możliwość wykonywania skróconych lub całkowicie pionowych startów i lądowań (VTOL i STOL). Rozwiązanie to ma jednak również wady, wśród których na pierwszy plan wysuwają się trudności w kontroli wyposażonego w wektorowany ciąg samolotu, co wymaga najnowocześniejszych elektronicznych systemów kontroli aerodynamiki płatowca oraz wektora ciągu, o bardzo dużym stopniu niezawodności.
Przykładem ekstremalnego wektorowania ciągu może być zmiennowirnikowiec V-22 Osprey, który może obracać cały silniki by wystartować jak helikopter, a następnie kontynuować lot w poziomie.
Odmiana silników z wektorowanym ciągiem (Rolls-Royce Bristol Pegasus 101) używana jest w brytyjskim samolocie Harrier będącym pierwszym samolotem wyposażonym w to rozwiązanie. Wektorowanie ciągu polega w tym przypadku na obrocie całych dysz silnika (samolot posiada jeden silnik z kilkoma dyszami). Dzięki temu Harrier ma możliwość wykonywania lotu charakterystycznego dla śmigłowców: zawisu, przemieszczeń bocznych a także lotu do tyłu.
Wektorowanie ciągu stosowane jest także w śmigłowcach i w tym przypadku jest związane ze specyfiką tych statków powietrznych. Wektorowanie ciągu uzyskuje się tu poprzez sterowanie skokiem okresowym łopat wirnika nośnego. Zmienny wektor ciągu został też po raz pierwszy zastosowany także w silnikach rakietowych – we wchodzącym w skład amerykańskiego systemu antybalistycznego Ballistic Missile Defense – pocisku Kinetic Energy Interceptor (KEI), w którym każdy z trzech stopni napędowych dysponuje własnym systemem wektorowania ciągu.